# 황색언론

## 정의
W. Joseph Campbell은 황색 언론이 스포츠와 스캔들 같이 다양한 주제를 다루며, 강력한 헤드라인을 갖고 있고, 대담한 레이아웃을 사용해 알 수 없는 출처에 크게 의존하고, 뻔뻔하다고 설명했다. 이 용어는 1900년 발행 부수를 놓고 경쟁하던 뉴욕의 특정 주요 신문을 설명하는 데 광범위하게 사용되었다. 특징적인 한 가지 측면은 판매를 늘리고 여론을 자극하기 위해 선정적인 범죄 보도가 급증했다는 것이다.
프랭크 루터 모트(Frank Luther Mott)는 황색 언론을 식별하기 위해 다섯 가지 특성을 사용했다.
1. 큰 활자로 헤드라인을 장식하고 종종 선정적인 사소한 뉴스 제공
2. 그림이나 이미지를 아낌없이 사용하는 행위
3. 가짜 인터뷰 사용, 오해를 불러일으키는 헤드라인, 사이비 과학 , 소위 전문가의 허위 사실 보도
4. 일반적으로 피상적인 기사와 만화가 포함된 자료에 중점
5. 시스템에 반대하는 "약자"에 과도한 동정

## 기원: Pulitzer VS Hearst

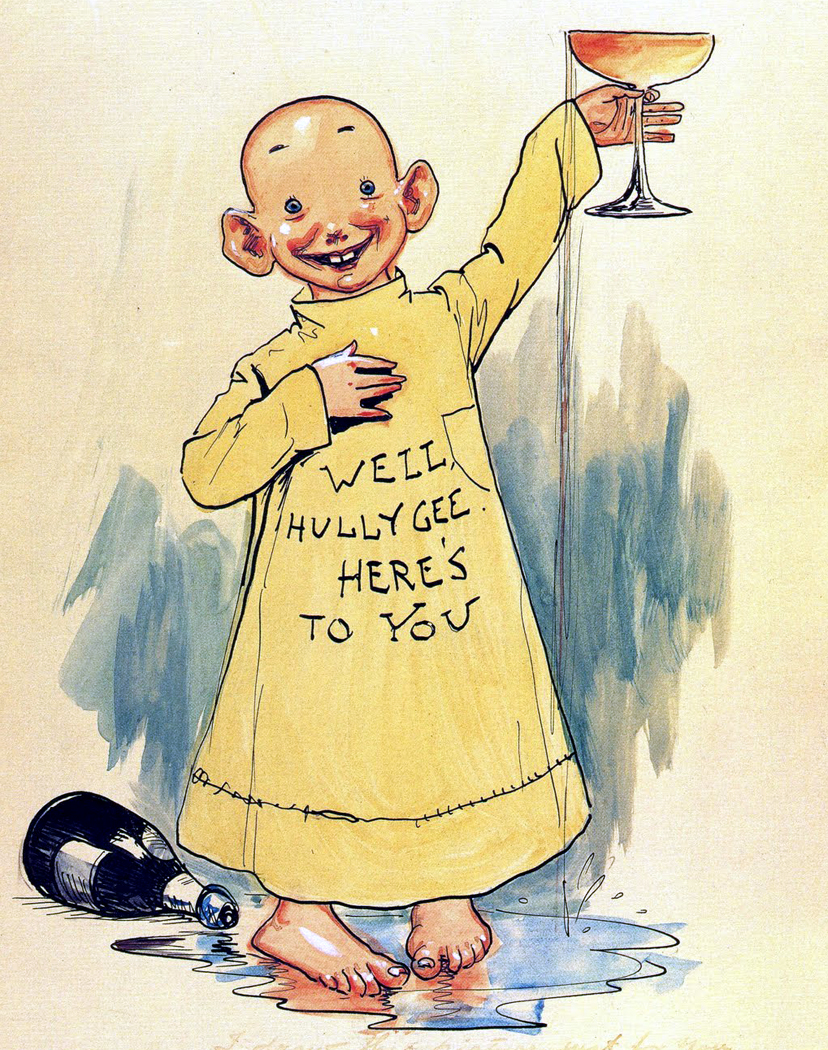

### 어원과 용어의 초기 사용
이 용어는 Joseph Pulitzer 의 New York World 와 William Randolph Hearst 의 New York Journal 사이 유통 전쟁에서 선풍적인 언론을 특징 짓기 위해 1890년대 중반 만들어졌다 . 이 두 신문은 모두 신문 발행 촉진을 위해 선정적 뉴스 보도로 비난을 받았지만 한편으로는 진지하게 보도하는 모습을 보여주기도 했다. 특히 그 중 연재 만화인 The Yellow Kid 의 작가 Richard F. Outcault 는 만화를 성공시켰고 Journal 의 매출을 크게 증가시키는데 기여했다 . 1898년 영국의 한 잡지는 "모든 미국 언론이 '황색' 언론은 아니지만 엄밀히 말하면 '최신' 황색 언론은 모두 미국적이다."라고 언급했다. 이 용어는 New York Press 의 편집자인 Erwin Wardman에 의해 만들어졌다 . Wardman이 처음으로 용어를 발표했지만 당시 언론인들은 이미 "황색 언론", "황색 아동 언론 학교"와 같은 표현을 사용했다. Wardman 은 또한 유통 전쟁 중에 Pulitzer와 Hearst가 출판한 당시 인기 있는 연재 만화를 언급하면서 "Yellow Kid Journalism"이라는 표현을 사용했다. 1898년에 신문은 “ 연재 만화의 주인공이 노란색이기 때문에 우리는 연재 만화가 속한 언론을 노란색이라고 불렀습니다."라고 간단히 설명했다.

### 샌프란시스코의 허스트, 뉴욕의 퓰리처
1888년 11월 21일자 이 퍽(Puck) 만화에는 "현대 일간지"에서 "유료 사치", "암시"와 같은 "악령"이 뿜어져 나온다 . Joseph Pulitzer는 St. Louis Post-Dispatch를 해당 도시의 지배적인 일간지로 만든 후 1883년에 New York World를 구입했다. Pulitzer는 New York World를 재미있는 책으로 만들기 위해 노력했으며 새로운 독자를 끌어들이는 그림, 게임 콘테스트로 그의 일간지를 채웠다. 범죄 이야기와 관련해서는 "그가 자살했을까?", "자비를 위한 비명"과 같은 헤드라인으로 많은 페이지를 가득 채웠다. 게다가 Pulitzer는 독자들에게 1호 당 2센트만 청구했지만 독자들에게 8페이지, 때로는 12페이지 가치의 정보를 제공했다. New York World에는 선정적인 이야기가 많이 있었지만 , 그것이 유일하고 지배적인 작품은 아니었다. Pulitzer는 신문이 사회를 개선할 의무가 있는 공공재라고 믿었으며, 이 신문이 사회 개혁에 봉사하도록 했다.

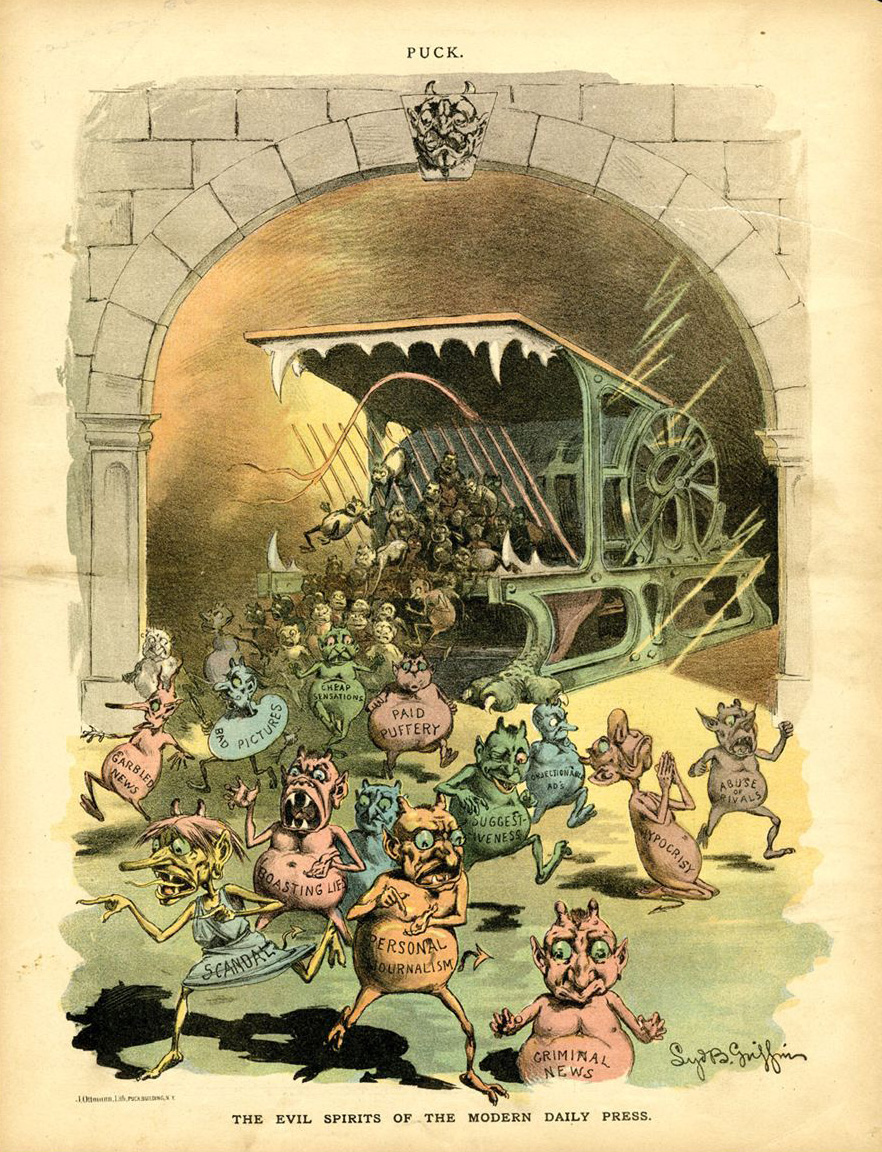

Pulitzer가 취임한 지 불과 2년 만에 New York World는 민주당과의 강력한 유대 관계에 힘입어 뉴욕에서 가장 많이 발행되는 신문이 되었다. Pulitzer의 성공을 시기한 오래된 출판사들은 New York World를 비판하기 시작했고, 자극적인 이야기만 늘어놓아 진지한 보도를 무시했다. 이러한 경향은 황색 언론에 대한 대중의 인식에 영향을 미쳤고 New York Sun 의 편집장인 Charles Dana는 New York World를 공격하며 Pulitzer가 판단력과 지속력이 부족했다고 언급했다.
Pulitzer의 접근 방식은 1887년 아버지로부터 San Francisco Examiner를 인수한 광산 상속인 William Randolph Hearst 에게 깊은 인상을 남겼다. Hearst는 Harvard University 에서 공부하는 동안 New York World를 읽었으며  San Francisco Examiner를 Pulitzer의 신문만큼 밝게 만들기로 결심했다.
그의 지도력 아래  San Francisco Examiner는 지면의 24%를 범죄에 할애하여 이야기를 도덕극으로 제시하고 첫 페이지에 간음과 "나체"(19세기 기준)와 관련된 이야기를 뿌렸다. Hearst가 신문을 인수한 지 한 달 후,  San Francisco Examiner는 호텔 화재에 대해 HUNGRY, FRANTIC FLAMES라는 헤드라인을 달았다.
"그들은 몬터레이 만 옆에 있는 화려한 환락의 궁전 위로 미친 듯이 뛰어올라 정상까지 탐욕스러운 포옹으로 델 몬테를 에워쌌습니다. 더 높이, 더 높이, 더 높이, 간절한 열망으로 도약했습니다. 처마 장식, 아치형 통로 및 외관을 통해 미친 듯이 폭동을 일으키고 있습니다. 그들은 떨고 있는 손님들과 공포의 현장을 바라보는 숨 막히는 도망자들에게 돌진했습니다. 웅장한 호텔과 그 화려한 장식품은 이제 연기나는 잿더미가 되었습니다. 심사관은 끔찍한 재난에 대한 자세한 내용을 수집하기 위해 특수 열차를 몬트레이로 보냈습니다."
Hearst는 범죄 보도에 있어 과장된 표현을 사용했다.
LM Glackens 의 "The Yellow Press"는 William Randolph Hearst를 선정적인 이야기를 퍼뜨리는 광대로 묘사했다.

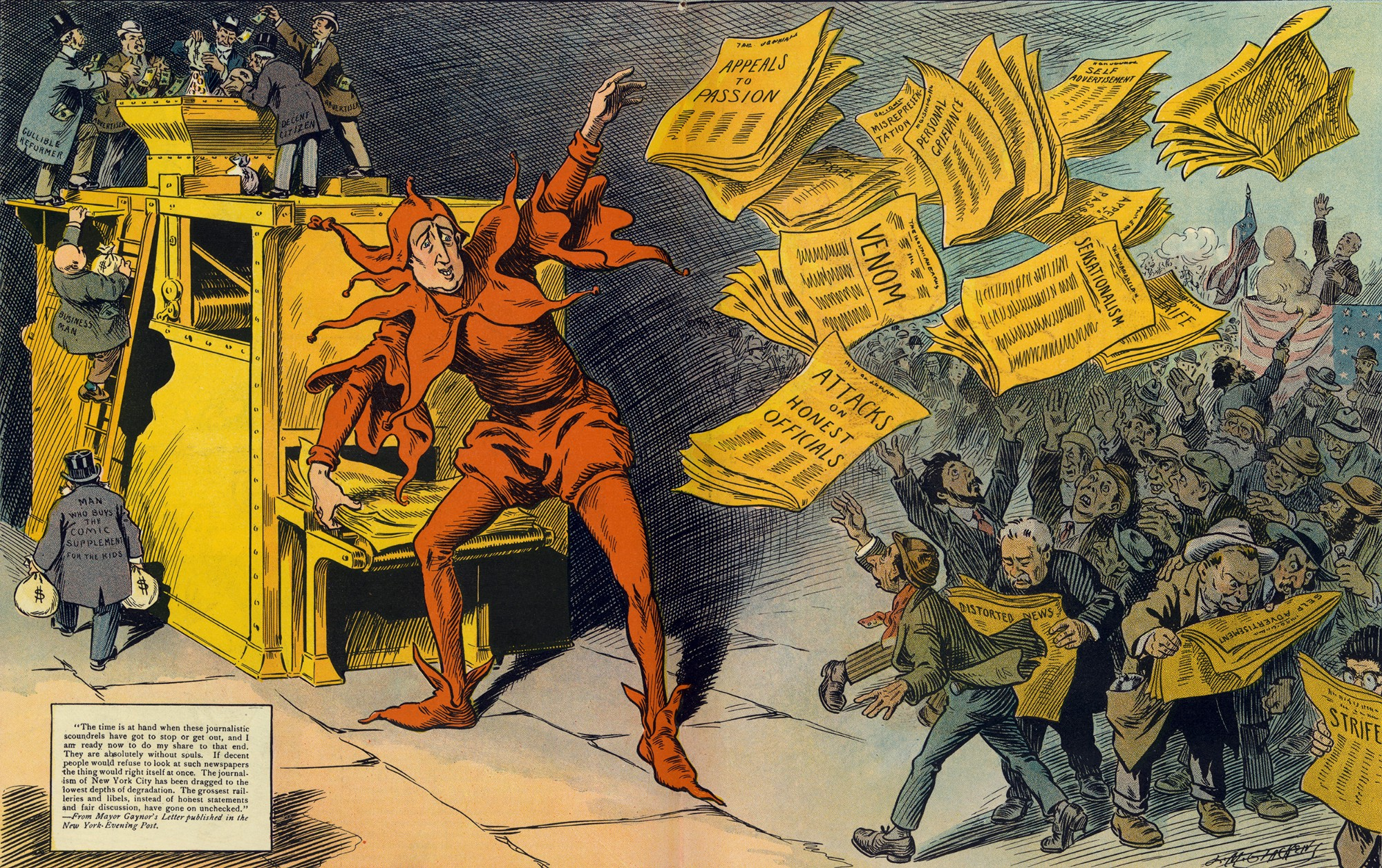

### 뉴욕에서의 경쟁
1898년 미국-스페인 전쟁에 관한 "황색 언론" 만화. 신문 출판사 창립자인 Joseph Pulitzer 와 William Randolph Hearst를 당시의 Yellow Kid 만화 캐릭터로 분장시키고 전쟁의 소유권을 경쟁적으로 주장하고 있다.
1890년대 초에 설립된 Examiner 의 성공으로 Hearst는 인수할 뉴욕 신문을 찾기 시작했고, 1895년에 Pulitzer의 형제 Albert가 1년 전에 Cincinnati 출판사에 팔았던 페니 신문인 New York Journal를 인수했다.

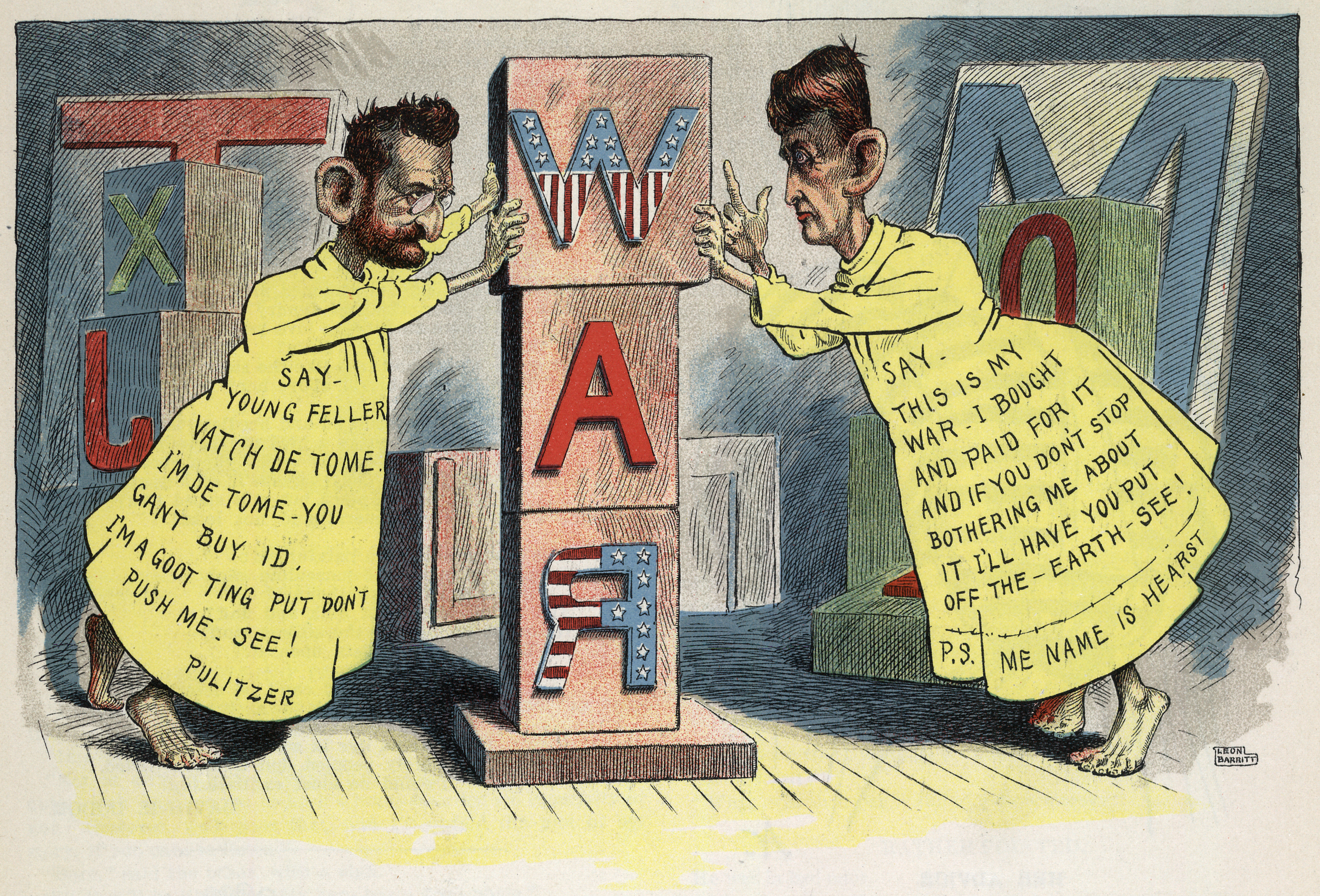

수도권 신문들은 1890년대부터 백화점 광고를 노리기 시작했고, 유통 규모가 클수록 이득이 된다는 사실을 발견했다. Hearst는 Pulitzer의 초기 전략에 따라 경쟁 신문만큼 많은 정보를 제공하면서 Journal 의 가격을 1센트(The World의 가격, 2센트)로 유지했다.이 접근 방식은 효과가 있었고 저널 발행 부수가 150,000부로 급증하자 Pulitzer는 (가족의 재산으로 보조금을 받은) Hearst를 파산시키려고 가격을 1페니로 인하했다.
링크이에 대한 반격으로 Hearst는 1896년에 New York World 직원을 스카웃하려 노력했다. 대부분의 소식통에 따르면 Hearst는 단순한 방법으로 더 많은 돈을 제안했다. 한편 Pulitzer는 직원들에게 점점 더 폭력적으로 행동했기에 많은 직원들은 그에게서 벗어나기를 원하고 있었다.
World 와 Journal 사이의 경쟁은 치열했지만, 두 논문은 기질적으로 비슷했다. 둘 다 민주당원이었고, 둘 다 노동과 이민자들에게 동정적이었고( 자신들의 빈곤을 도덕적 결함 때문이라고 비난한 New-York Tribune 의 Whitelaw Reid와 같은 출판사와는 뚜렷한 대조를 이루었다). 둘 다 일요일 출판물에 막대한 자원을 투자했다. 이는 일간 저널리즘의 일반적인 범위를 넘어 주간지처럼 기능했다.
일요일 연예 특집 기사에는 최초의 컬러 연재 만화 페이지가 포함되었다. 일부는 황색 언론이라는 용어가 그곳에서 유래했다는 이론을 제시했지만, New York Press에서는 그들이 발명한 용어에 대해 정의하지 않은 상태로 두었다. 노란색 잠옷을 입은 대머리 아이(별명 The Yellow Kid) 를 중심으로 한 Hogan's Alley 는 1896년 초에 만화가 Richard F. Outcault가 그림을 그리기 시작했을 때 매우 인기를 얻었다 . 그에 따라 Hearst가 예상대로 Outcault를 고용했다. 미국에서 "황색 언론"을 지나친 선정주의의 동의어로 사용하게 된 것은 분명히 "황색 아이 신문"의 과잉에 대해 논평하는 신문에서 시작된 것 같다.
1890년 사무엘 워렌(Samuel Warren) 과 루이스 브랜다이스(Louis Brandeis)는 개인의 프라이버시에 대한 위협으로 간주되는 선정적 형태의 저널리즘에 대한 비판적 대응으로 모든 법률 리뷰 기사 중 가장 영향력 있는 것으로 간주되는 "사생활 권리"를 출판했다. 그리고 이로 인해 새로운 관습법의 개인정보 보호 소송권을 인정하게 되었다.

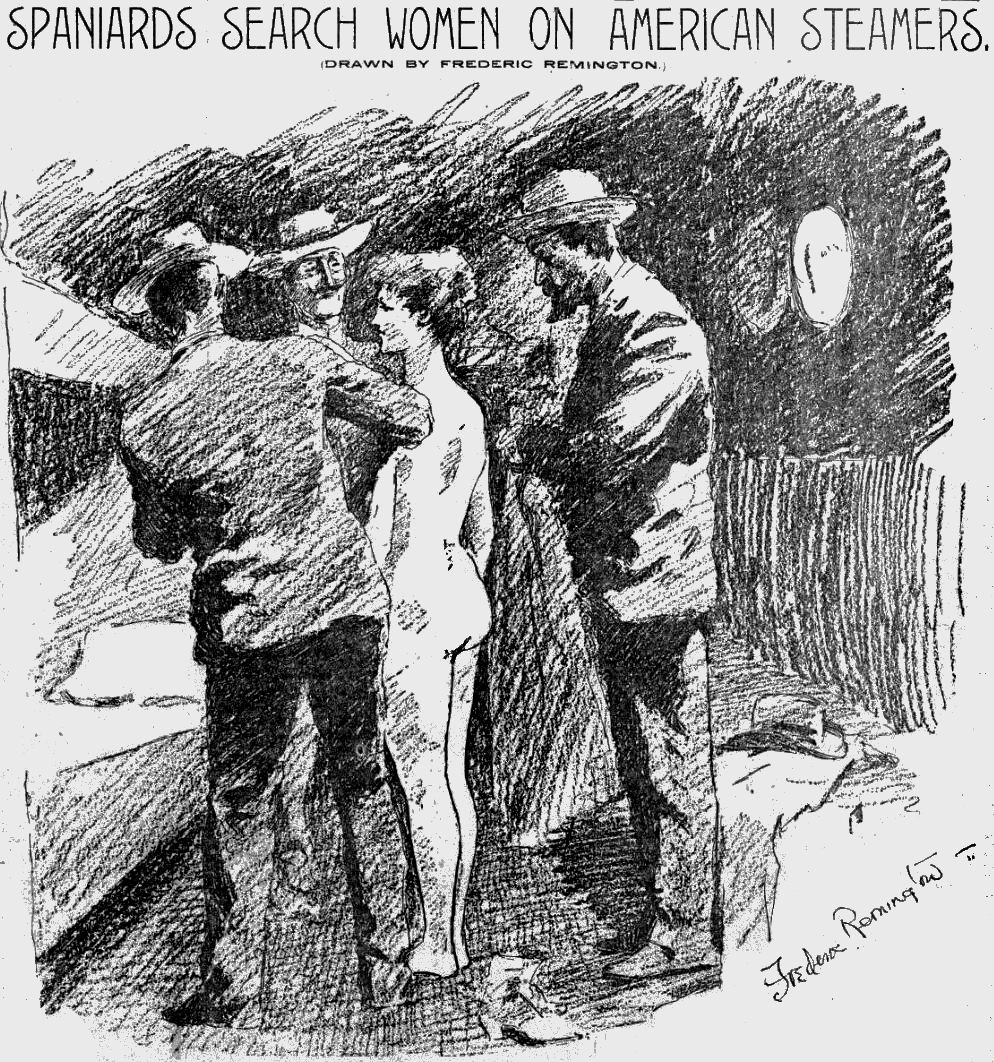

### 스페인 - 미국 전쟁
Pulitzer와 Hearst는 선정적인 이야기나 쿠바의 끔찍한 상황에 대한 과장으로 인해 미국이 스페인-미국 전쟁에 참전하게 되었다고 종종 비난 받는다. 그러나 대부분의 미국인은 뉴욕에 살지 않았으며 그곳에 살았던 의사 결정자들은 아마도 Times, The Sun 또는 Post와 같은 올바른 신문에 더 많이 의존했을 것이다 . James Creelman은 회고록에서 예술가 Frederic Remington이 Hearst에게 쿠바의 모든 것이 조용했다고 전보를 보냈고 "전쟁은 없을 것"이라고 전한 일화를 작성했다. Creelman은 Hearst가 "남아주세요. 당신이 사진을 제공하면 제가 전쟁을 불러 일으킬 것입니다."라고 응답했다고 주장했다. Hearst는 이야기의 진실성을 부인했으며 그에 대한 전보의 존재를 아무도 찾지 못했다. 이에 대해 역사가 Emily Erickson은 다음과 같이 말한다.
진지한 역사가들은 전보 이야기에 대해 가능성이 없다고 일축했다. ... 그러나 이 추정 전보에 포함된 오만함은 황색 언론, 특히 Hearst의 특징이었던 자기 홍보 정신을 반영한다.

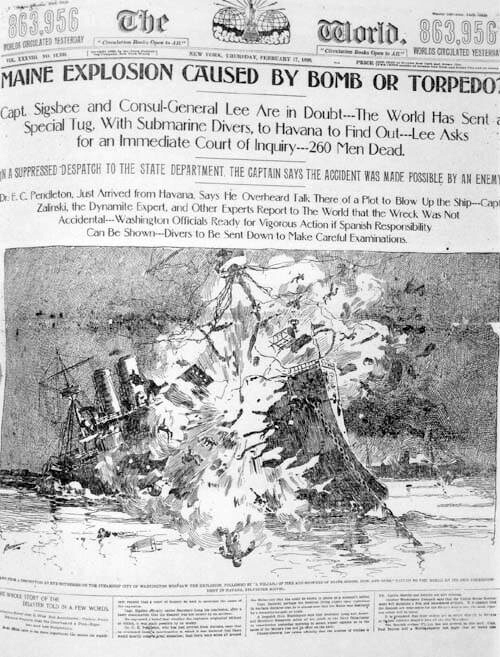

Hearst는 1895년 쿠바에서 반란이 일어난 후 전쟁 매파가 되었다. 쿠바의 미덕과 스페인의 잔혹함에 대한 이야기가 곧 그의 첫 페이지를 장식했다. 기록의 정확성은 의심스러웠지만, 19세기 신문 독자들은 그의 이야기가 진실이기를 기대하지 않았다. 역사가 마이클 로버트슨(Michael Robertson)은 "1890년대 신문 기자와 독자들은 사실에 기반한 보도, 의견, 문헌을 구별하는 데 관심이 적었습니다."라고 말했다.
Pulitzer는 Hearst의 자원이 부족함에도 불구하고 그의 첫 페이지에 그 이야기를 실었다. 황색 언론은 혁명을 광범위하고 부정확하게 보도했지만, 당시 쿠바의 상황은 충분히 끔찍했다. 섬은 극심한 경제 불황에 빠졌고, 반란을 진압하기 위해 파견된 스페인 장군 발레리아노 웨일러 는 쿠바 농민들을 강제 수용소로 몰아넣어 수백 명의 쿠바인을 죽음으로 몰아넣었다.
2년 동안 싸움을 외치던 허스트는 전쟁이 일어났을 때 그 공로를 인정했다. 미국이 스페인에 전쟁을 선포한 지 일주일 후, 그는 "언론의 전쟁이 마음에 드십니까?"라는 글을 썼다. 그의 첫 페이지에. 사실, 윌리엄 매킨리 대통령은 저널이나 뉴욕 이브닝 포스트와 같은 신문을 읽지 않았다고 밝혔다 . 더욱이 언론 역사가들은 황색 언론이 주로 뉴욕에만 국한되어 있었고 나머지 지역의 신문들은 그들의 선례를 따르지 않았다고 지적했다.

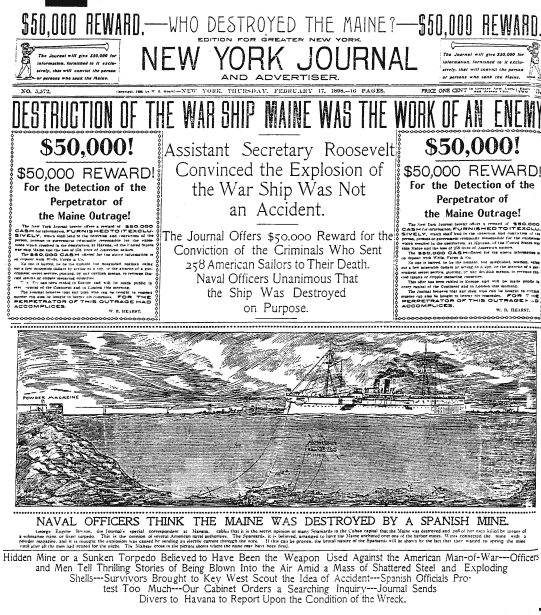

Journal and the World는 뉴욕 시의 민주당원을 대상으로 소개되었지만 지역 신문의 상위 10대 뉴스에는 포함되지 않았다. 그들은 뉴욕 밖에서는 거의 헤드라인을 장식하지 못했다. 그리고 Piero Gleijeses는 41개 주요 신문을 조사한 결과 다음과 같은 사실을 발견했다.
내 조사에 포함된 논문 중 8개는 전쟁이 일어나기 전에 전쟁으로 이어질 조짐을 옹호했다. 폭발 이후 12명은 전쟁 지지 대열에 합류했고 13명은 적대 행위가 시작될 때까지 전쟁에 강력히 반대했다. 예를 들어, 월스트리트 저널(Wall Street Journal) 과 던스 리뷰(Dun's Review)는 전쟁에 반대했지만 다른 이들은 묵묵부답이었다. New York Herald , New York Commercial Advertiser 및 Chicago Times-Herald는 3월에 전쟁을 지지하는 입장을 밝혔지만, 그들을 전쟁 지지 대열에 포함시키는 건 극도로 꺼려했다.
그로인해 전쟁과 관련된 여론이 병들었다. 이러한 요인들은 뉴욕의 대통령 마음을 더 무겁게 했다 . Nick Kapur는 McKinley의 행동이 외부 압력보다는 중재주의, 평화주의, 인도주의, 남자다운 자제라는 가치에 기반을 두고 있다고 보았다.
침공이 시작되자 허스트는 전쟁 특파원으로서 쿠바로 직접 항해하여 전투에 대해 냉정하고 정확한 설명을 제공했다. 크릴먼은 나중에 스페인 통치의 공포를 폭로한 기자들의 작업을 칭찬하면서 "전쟁의 진정한 역사는 ... 스페인인에 의해 정의와 자유, 진보가 성취되었다는 인정 없이는 기록될 수 없다"고 주장했다. “미국 전쟁은 황색 언론인의 진취성과 끈기 덕분에 이루어졌는데 , 그들 중 다수는 기억되지 않고 있습니다."

### 전쟁 이후
허스트는 1896년과 1900년에 윌리엄 제닝스 브라이언(William Jennings Bryan)을 대통령으로 승진시킨 주요 민주당원이었다 . 그는 나중에 시장과 주지사로 출마했으며 심지어 대통령 후보 지명도 모색했지만 1901년 칼럼니스트 인 앰브로스 비어스 와 편집자 아서의 뒤를 이어 폭로가 터지면서 개인적인 명성을 많이 잃었다. 브리즈번은 몇 달 간격으로 William McKinley의 암살을 암시하는 별도의 칼럼을 출판했다 . 1901년 9월 6일 McKinley가 총에 맞았을 때 비평가들은 Hearst의 Yellow Journalism이 Leon Czolgosz를 죽음으로 몰고 갔다고 비난했다. 나중에 Hearst는 Bierce의 칼럼을 몰랐던 것으로 추정되었지만, 이 사건은 그의 남은 생애를 괴롭했고 그의 대통령 야망을 파괴하였다.
이후 이 사건에 대한 허스트의 반응을 묻는 질문에 비어스는 "나는 그에게 이 문제를 언급한 적이 없고, 그도 나에게 언급한 적이 없다"고 답한 것으로 알려졌다.
"황색 죄"에 사로잡힌 퓰리처는 새 세기가 밝아오면서 세계를 십자군 전쟁의 뿌리로 되돌렸다. 1911년 그가 사망할 때까지 The World는 널리 존경받는 간행물이었으며 1931년 폐간될 때까지 선도적인 진보 신문으로 남아 있었다. 그 이름은 Scripps -Howard New York World-Telegram 에 계속 남아 있었고 이후에는 New York World-Telegram과 Sun은 1950년에 사용되었으며, 마침내 1966년 9월부터 1967년 5월까지 New York World-Journal-Tribune 에서 마지막으로 사용되었다. 그 시점에 뉴욕에는 단 한 장의 대형 신문만 남았다.

## 같이 보기
- 경마 저널리즘
- 기레기
- 충격 고로케
- 가짜뉴스
- 호메고로시
- 클릭베이트

### 참고 서적
1) Swanberg, W.A (1967), Pulitzer, Charles Scribner's Sons
2) Nasaw, David (2000), The Chief: The Life of William Randolph Hearst, Houghton Mifflin
3) Smythe, Ted Curtis (2003). The Gilded Age Press, 1865–1900. pp. 173–202. Archived from the original on July 16, 2012. Retrieved September 18, 2017.

4) Emory, Edwin; Emory, Michael (1984), The Press and America (4th ed.), Prentice Hall